# Varda Space Industries
Varda Space Industries est une société privée américaine de recherche spatiale dont le siège est situé à Torrance, en Californie. Fondée en 2020, l'entreprise a pour objectif de construire la première station spatiale dédiée à un usage industriel, qui tirera parti de l'apesanteur pour fabriquer des biens à haute valeur ajoutée difficiles à produire en gravité terrestre. Les investisseurs de la société comprennent des investisseurs en capital-risque tels que Khosla Ventures (en) et Founders Fund de Peter Thiel.

## Historique

### Développement
Varda Space a été fondée en novembre 2020 par Will Bruey, Delian Asparouhov et Daniel Marshall. Will Bruey est un ancien employé de SpaceX, et Asparouhov et Marshall sont associés au Founders Fund. Varda Space a commencé des recherches sur la construction d'une station spatiale industrielle. L'environnement en apesanteur et l'absence de particules de poussière permettent la fabrication de produits techniques fins tels que des puces informatiques avec une précision et une qualité supérieures à celles obtenues la surface de la Terre. Cet environnement permet également d'y fabriquer des matériaux et des produits entièrement nouveaux, notamment des fibres optiques et des produits pharmaceutiques. En juillet 2021, Varda Space a reçu 42 millions de dollars américains dans un cycle de financement de divers investisseurs en capital-risque, après avoir reçu 9 millions de dollars américains lors d'un premier cycle de financement en décembre 2020.
En août 2021, Varda Space a annoncé avoir signé un contrat avec Rocket Lab pour acquérir trois bus satellites Photon pour effectuer des missions de construction de la station spatiale. La première livraison est prévue au premier trimestre 2023,. En octobre 2021, Varda Space a sélectionné SpaceX pour son premier lancement.

### Missions
Varda Space a lancé son premier véhicule spatial de 300 kg, Winnebago-1 composé d'une plate-forme Photon, d'une « usine spatiale 0-g » et d'une capsule de rentrée, sur une fusée Falcon 9 le 12 juin 2023 (mission de covoiturage Transporter-8), pour démontrer sa capacité à produire des produits pharmaceutiques en microgravité. Le retour de la capsule sur Terre, initialement prévu pour la mi-juillet, dans l'Utah Test and Training Range, est reporté sine die car, initialement lancée sans licence de rentrée, elle se voit en septembre refuser cette autorisation par la FAA. Le 14 février 2024, la FAA accorde la licence de rentrée à Varda, pour l'Utah Test and Training Range et le Dugway Proving Ground voisin. Winnebago-1 atterrit le 21 février 2024 dans l'Utah Test and Training Range,.
En octobre 2023, Varda Space annonce un accord avec Southern Launch pour pouvoir effectuer des rentrées à Koonibba en Australie, installations de cette entreprise.
La deuxième capsule de Varda Space, W-2, est lancée par une fusée Falcon 9 le 14 janvier 2025 (mission de covoiturage Transporter-12). Elle reste en orbite quelques semaines puis atterrit au Koonibba Test Range (en) le 28 février.
W-3 est lancée par une fusée Falcon 9 le 14 mars 2025 (mission de covoiturage Transporter-13). Elle reste en orbite quelques semaines puis atterrit au Koonibba Test Range (en) le 13 mai 2025,.
W-4 est lancée par une fusée Falcon 9 le 24 juin 2025 lors de la mission Transporter-14. C'est la première à être intégralement construite en interne, avec une nouvelle plate-forme remplaçant le Photon de Rocket Lab, et un nouveau bouclier thermique conçu en interne, à l'aide de transferts de technologie de la NASA. De plus, Varda obtient de la FAA une licence permettant un nombre illimité de rentrées en Australie pendant 5 ans.

#### Missions pour l'US Air Force
Si la première capsule emporte un réacteur chimique pour produire des produits pharmaceutiques, les deux suivantes emmènent des charges utiles de l’armée américaine.
W-2 embarque un spectromètre de l'Air Force Research Laboratory (AFRL), en plus d’un réacteur. La mission a par ailleurs collecté des données concernant les technologies hypersoniques, la capsule atteignant Mach 25 lors de son retour.
W-3 est elle entièrement consacré à la recherche militaire en embarquant une unité de mesure inertielle avancée de l'US Air Force et de la société Innovative Scientific Solutions, Inc. (ISSI), puis là aussi d’approfondir la compréhension scientifique de l'environnement de rentrée hypersonique.

## Concurrence
L'idée d'utiliser l'environnement spatial pour la fabrication de produits à haute valeur ajoutée difficiles voire impossibles à produire à la surface de la Terre est aussi ancienne que le vol spatial et bien que des expériences ont été menées par la plupart des acteurs du milieu, aucun projet d'usine 0-g ne s'est avéré suffisamment viable, tant sur le plan financier que technologique, pour aboutir à une réalisation concrète. Ainsi par exemple, le projet de Space Industries est resté sur le papier. Cependant, depuis l'émergence du NewSpace et l'abaissement des coûts de mise sur orbite, différents projets sont à nouveau proposés, soit des usines 0-g, soit seulement des capsules de rentrée :
- Space Forge, entreprise britannique proposant les mêmes services que Varda Space Industries,
- REV-1, appareil proposé par Space Cargo Unlimited et Thales Alenia Space et dérivé de l'Intermediate eXperimental Vehicle, prototype du Space Rider[18],
- Independence-X Aerospace, entreprise proposant seulement la capsule de rentrée,
- SpaceCase, capsule de rentrée développée par Way4Space, incubateur d'ArianeGroup.